# Ville-sur-Haine
Ville-sur-Haine is een dorp in de Belgische provincie Henegouwen, en een deelgemeente van de Waalse stad Le Rœulx. Tot 1 januari 1977 was het een zelfstandige gemeente.

## Bezienswaardigheden
- De Sint-Lambertuskerk (Église Saint-Lambert) is een classicistisch kerkgebouw van 1767. De kerk heeft een romaanse toren die in 2003 werd gerestaureerd.
- De Chapelle Notre-Dame de Creuse ligt nabij de bron van het riviertje de Creuse. In de 16e eeuw werd hier een kapel gebouwd maar de huidige kapel is van 1991.
- De Chapelle à Tombeaux werd in opdracht van Richilde van Henegouwen gebouwd op een grafheuvel waar de slachtoffers van de veldslag van 1072 lagen begraven.

## Natuur en landschap
Ville-sur-Haine ligt aan de Hene met de zijriviertjes Wanze en Brûlotte. Ook ligt de plaats aan het Centrumkanaal. De hoogte aan de kerk bedraagt 55 meter.

## Economie
Nadat in 1883 het Centrumkanaal werd geopend vestigden zich industrieën. Er stond een suikerfabriek (1870-1883) en vervolgens een cementfabriek die in 1908 sloot. Daarna kwam er een glasfabriek die tot 1975 in bedrijf was. In de jaren '20 van de 20e eeuw was een bedrijf actief dat steenkoolteer verwerkte.

## Demografische ontwikkeling
- Bronnen:NIS, Opm:1831 tot en met 1970=volkstellingen, 1976= inwoneraantal op 31 december
- 1970: Aanhechting van Gottignies in 1965

## Nabijgelegen kernen
Ghislage, Havré, Boussoit, Gottignies, Le Roeulx, Thieu